# Polyfyletismus

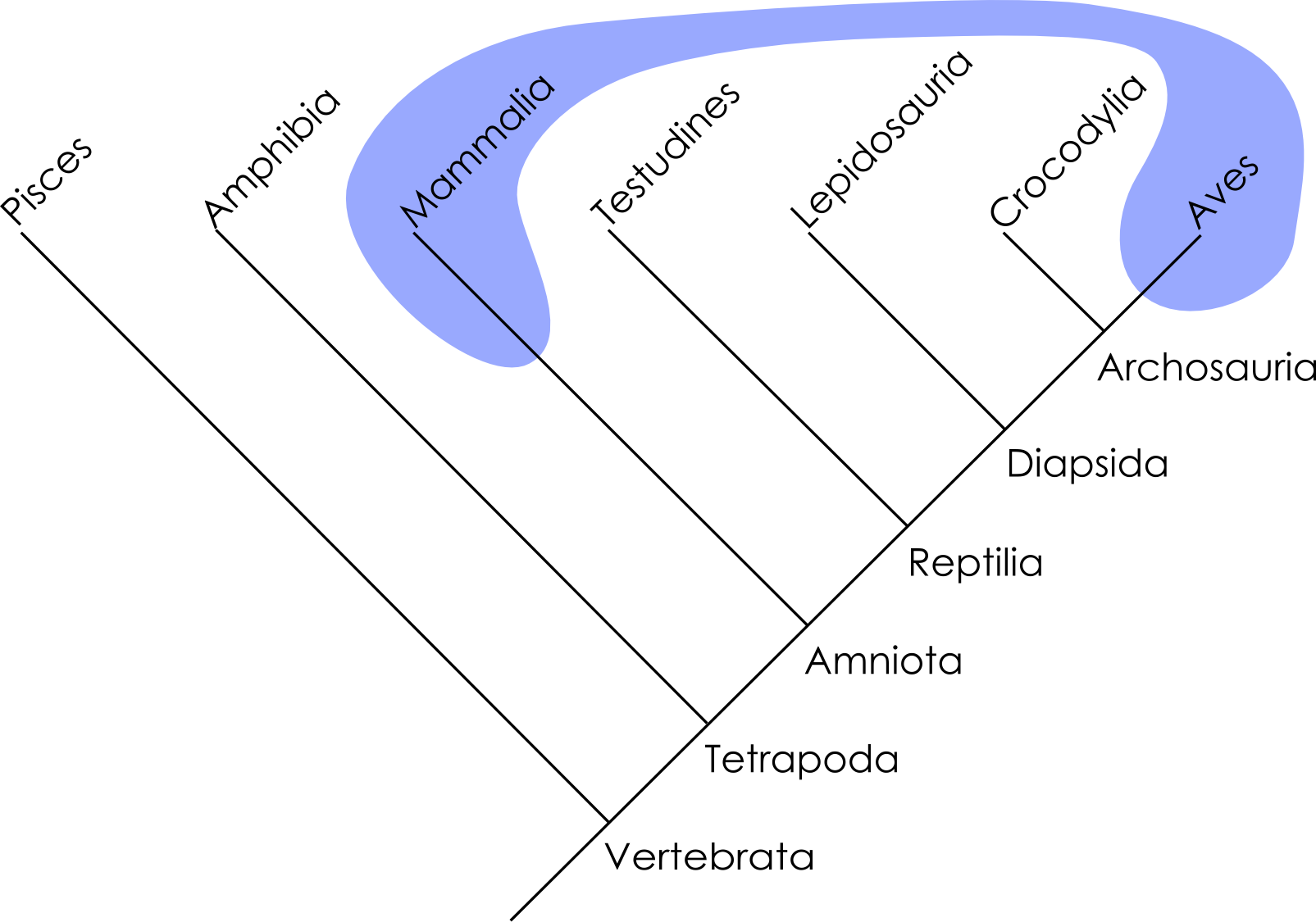
Znázornění polyfyletismu; tomto případě je polyfyletickým taxonem skupina zahrnující teplokrevné živočichy

Polyfyletismus je stav člověkem definované skupiny organismů, ve kterém se skupina nachází, pokud nezahrnuje společného předka a sestává z organismů z různých vývojových linií. Taxon (skupina) se pak nazývá polyfyletický a není přirozený. Často jde o skupiny, v nichž jsou k sobě řazeny organismy konvergentní. Například taxon, který by zahrnoval ryby a kytovce, tedy organismy podobné pouze podle jednoho vnějšího znaku – tvaru těla – nemá při mapování unikátní historie živých organismů opodstatnění a byl by pouze lidským výmyslem; ve fylogenetice se totiž všeobecně uznávají pouze monofyletické taxony, tedy taxony přirozené.[zdroj?]
Polyfyletickým taxonem může být také skupina, která je takto zahrnována pouze z nedostatku detailnějších znalostí, a existují názory, že jde ve skutečnosti o několik samostatných skupin s různými vývojovými liniemi.[zdroj?]